# Piode
Piode (piemontiul: Ël Piòvi) település Olaszországban, Vercelli megyében. Lakosainak száma 190 fő (2023. január 1.). Piode Campertogno, Pila, Scopello, Pettinengo és Rassa községekkel határos.

## Népesség
A település népességének változása:
| Lakosok száma | 199  | 190  | 190  |
|               | 2017 | 2018 | 2023 |